# 小行星4835
小行星4835（英語：4835）是一颗围绕太阳公转的小行星。1989年1月29日，岩本雅之、古田俊正在Tokushima发现了此天体。
这颗小行星的绝对星等为354.9092257246313等。小行星4835以希臘神話的人物阿薩烏斯命名。